# Панджшерское ущелье
Панджше́рское уще́лье (дари دره پنجشير, Dara-ye Panjšēr — «ущелье пяти львов») — ущелье на северо-востоке Афганистана (провинция Парван, с 2004 года — провинция Панджшер).

## Ущелье пяти львов

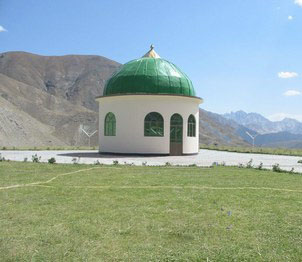
Мавзолей Ахмад Шах Масуда (8 км от Базарака)

Название «Панджшер» переводится с языка дари, как «Пять львов», оно связано с пятью вали — наместниками султана Махмуда Газневи начала XI века. По местной легенде, одержимые глубочайшей верой, вали за одну ночь построили плотину через реку Панджшер. Плотина существует до сих пор.

## География

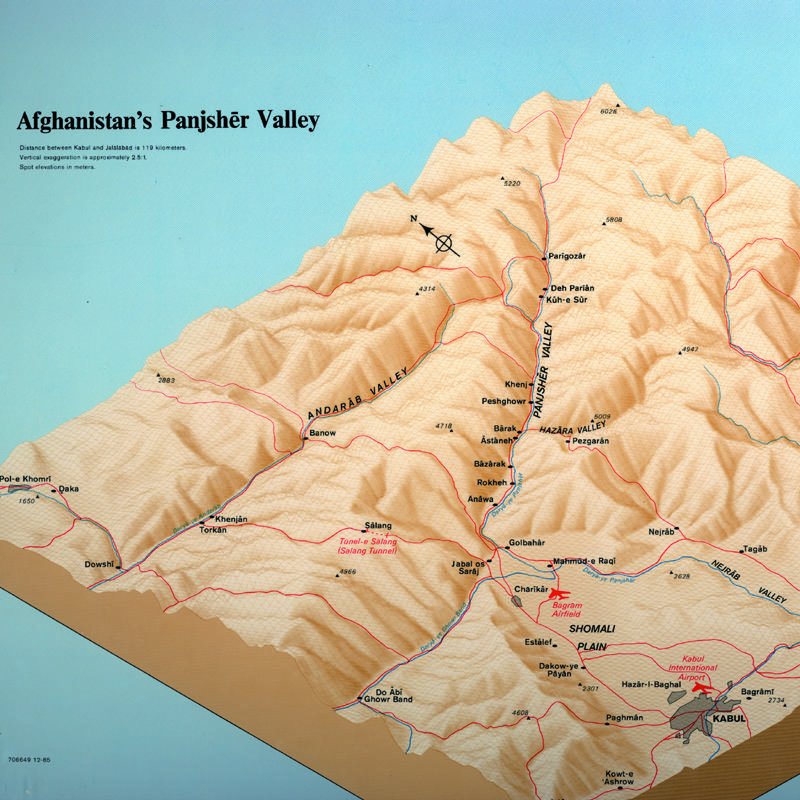
Трёхмерная модель ущелья и окружающего региона

Панджшерское ущелье (долина) расположено на западе южных отрогов горной системы Гиндукуш — в 120 км от афганской столицы Кабула и простирается на 115—120 км из центральной части страны на крайний северо-восток, разделяя страну на южную и северную части. В начале 1980-х годов в Панджшерской долине насчитывалось свыше 200 населённых пунктов с населением более 100 тысяч жителей, это самый густонаселённый регион Афганистана.
Панджшерская долина исходит из провинции Парван на северо-востоке Чарикарской долины в населённом пункте Гульбахор — в 20 км от города Чарикар и находится в 6 км от города Джабаль-Уссарадж, а завершается за населённым пунктом Паси-Шахи-Мардан.
На юге и юго-западе долина граничит с провинцией Парван, на юго-востоке — с провинцией Каписа, на северо-востоке — с провинцией Лагман, на северо-западе — с провинциями Баглан и Тахар, к тому же связано с ними горными перевалами Хавак; Тал; Паранда; Анджуман; Зурна; Зард; Чакар.
Панджшерская долина пересекается с запада и востока множеством второстепенных ущелий (долин), образуя перекрестки: ущелье Фарадж расположено напротив Заманкура; Тавадж — напротив Абдары; Хисарак — напротив Чамалуде; Паранда — напротив Манджхура.. Протяжённость долины — 115 км с северо-востока на юго-запад, общая площадь — 3526 км². Средняя высота долины — 2217 м над уровнем моря, наиболее высокие горы доходят до 6000 м. Центром долины является кишлак Руха. Река Панджшер — один из основных притоков реки Кабул, в свою очередь, входящей в бассейн реки Инд.

## История. Панджшер и Панджшерцы
Панджшерцы — этнические таджики. Они заселили долину более 700 лет назад, на рубеже 13 века. Исторической родиной панджшерцев считается селение Дахбед Акдарьинского района Узбекистана, в 8 км севернее Самарканда.
Площадь пригодных для сельского хозяйства земель в долине ограничена. Этим объясняется, что лишь незначительная часть панджшерцев занималась земледелием и скотоводством. Мужская молодёжь, лишённая выраженных перспектив, в поисках работы покидали Панджшер и налаживала быт в других провинциях, либо в соседнем Пакистане. На чужбине панджшерцы поступали на госслужбу, получали образование, осваивали новые профессии, торговали — преимущественно в Кабуле и городах северо-востока. Вдали от родины они сохраняли традиции и свою идентичность. Причиной служила их этническая, религиозная, лингвистическая, культурная цельность.
Сплочённые панджшерцы создавали на чужбине земляческие общества, что упрощало задачу панджшерскому фронту при сборе обязательного оброка на вооруженную борьбу в долине.
Ни статус, ни род занятий, ни занимаемая должность не могли освободить от уплаты дани, платили все — от мелких уличных торговцев до крупных военачальников, видных государственных и партийных деятелей в Кабуле. Оставшиеся в долине молодые люди мобилизовывались в отряды Панджшерского фронта — на борьбу против кабульского режима и войск советского контингента. В период с 1980 по 1985 годы с учётом двух перемирий с силами ОКСВА, Панджшер становился театром ожесточённых боевых действий, с началом которых в долине объявлялась всеобщая мобилизация. С 2001 года одной из достопримечательностей Панджшера является мавзолей предводителя повстанцев Ахмад Шах Масуда.

## Минеральные ресурсы
Основное природное богатство ущелья Панджшер — изумруды и литий. В местности Пават и близ кишлака Пишгор в ущелье Дархиндж — в верховье долины Панджшер под руководством западно-германских маркшейдер с использованием японских бурильных установок добывались изумруды, в 1980-е годы функционировало свыше 40 (сорока) с лишним шахт. Добытые в долине изумруды и в афганском Бадахшане лазурит переправляли на переработку в Пакистан, оттуда дилеры и дистрибьюторы отправляли их в другие страны.
Одни только изумруды, покупателями которых являлись ювелиры Пакистана, Индии, Франции, Англии превышал 10 (десяти) миллионов долларов в год, покрывая больше чем половину издержек «Панджшерского фронта».
Выручка с продажи драгоценных камней шла на вооружённую борьбу — покупку вооружения, обмундирования и продовольствия, на текущие нужды уездных исламских комитетов, на содержание агентурной сети в руководстве афганской армии и правительстве ДРА и просто среди населения.
В низовье Панджшера, в местности Джарий-аб с былинных времён добывали серебро. Его отправляли в соприкасающуюся долину Андараб, а там сплавляли в изделия. В местах разработки серебра в рельефе местности образовывались шахты, в которых панджшерцы оборудовали опорные пункты.

## Стратегическое значение
Обширная долина реки Панджшер, начинающаяся в нескольких десятках километров от Кабула — часть горной системы Гиндукуш, делящей Афганистан на южную и северную части.
По территории Панджшерской долины проходят наиболее удобные перевалы, ведущие из южных провинций Афганистана в северные. Специфика данной местности состоит в сложной системе притоков реки Панджшер, текущих сквозь узкие ущелья, что служит прекрасным естественным убежищем на случай военных действий и превращает долину в неприступную крепость, идеальную арену для партизанской войны.
Долина Панджшер — это удобный транспортный коридор для доставки вооружений и экспорта минеральных ископаемых за границу, в первую очередь в Пакистан.
Другая особенность долины в сообщающихся с ней второстепенных ущелий, удобных к развертыванию учебно-тренировочных баз и масштабных боевых действий. Долина была одним из главных центров сопротивления против коммунистического режима в 1975 году, а затем против советских войск в годы Афганской войны (1979—1989). Здесь действовали отряды влиятельного полевого командира Ахмад Шах Масуда.

Недалеко от выхода из ущелья начинается знаменитый перевал Саланг — «горло Кабула», через который проходит трасса Хайратон — Кабул. Именно эта дорога являлась основной магистралью для автоколонн, доставлявших из СССР в Афганистан грузы военного и гражданского назначения. Близ кишлака Руха в 1982—1983 годах дислоцировался 177-й ооСпН с приданными ему подразделениями 108-й мсд (в общей сложности около тысячи человек), в 1984—1988 годах — 682-й мсп (более полутора тысяч человек). Против формирований Ахмад Шах Масуда было проведено девять крупномасштабных операций. Генерал Родионов, командующий 40-й армией в 1985—1986 годах, вспоминал: 
«Самая тяжёлая обстановка была в Панджшерском ущелье. Это ущелье как бы разрезает Афганистан на две части и тянется от западных границ страны почти до Китая. Командовал душманами знаменитый Ахмад Шах Масуд… Тогда, в 80-е годы, он успешно отразил не одно наше наступление».
Сопротивление продолжилось и после вывода советских войск — сначала против правительства Наджибуллы, а затем против талибов (Северный альянс, Панджшерское сопротивление (2021)).

## Социология и ресурсы
Численность населения долины по результатам переписи населения Афганистана 1985 года, составила 95 тысячи 422 человека в 200 населённых пунктах. По современным оценкам, здесь проживает от 146 до 300 тысяч человек. Национальный состав — в основном афганские таджики, в низовье долины живут хазарейцы-шииты.